# Бул (ТВ серија)
Бул (енгл. Bull) америчка је телевизијска комедија коју су створили Фил Макгро и Пол Атаназио за CBS. Насловног лика тумачи Мајкл Ведерли. Приказивана је од 20. септембра 2016. до 26. маја 2022. године.

## Радња
Др Џејсон Бул је врхунски адвокат који комбинује психологију, интуицију и високу технологију да открије на шта порота, адвокати, сведоци и оптужени реагују и са својим тимом стручњака управља парницама до успешног завршетка.

## Улоге
| Глумац           | Улога                 | Сезоне   | Сезоне   | Сезоне   | Сезоне   | Сезоне | Сезоне |
| Глумац           | Улога                 | 1.       | 2.       | 3.       | 4.       | 5.     | 6.     |
| ---------------- | --------------------- | -------- | -------- | -------- | -------- | ------ | ------ |
| Мајкл Ведерли    | др Џејсон Бул         | Главна   | Главна   | Главна   | Главна   | Главна | Главна |
| Фреди Родригез   | Бенџамин „Бени” Колон | Главна   | Главна   | Главна   | Главна   | Главна |        |
| Генева Кар       | Мариса Морган         | Главна   | Главна   | Главна   | Главна   | Главна | Главна |
| Кристофер Џексон | Честер „Чанк” Палмер  | Главна   | Главна   | Главна   | Главна   | Главна | Главна |
| Хаиме Ли Кирхнер | Данијела „Дени” Џејмс | Главна   | Главна   | Главна   | Главна   | Главна | Главна |
| Анабел Атаназио  | Кејбл Макрори         | Главна   | Главна   |          |          |        |        |
| Макензи Михан    | Тејлор Ренцел         |          |          | Главна   | Главна   | Главна | Главна |
| Јара Мартинез    | Изабела „Изи” Колон   | Повратна | Повратна | Повратна | Повратна | Главна | Главна |

## Епизоде
| Сезона | Сезона | Епизоде | Епизоде | Оригинално емитовање | Оригинално емитовање |
| Сезона | Сезона | Епизоде | Епизоде | Премијера            | Финале               |
| ------ | ------ | ------- | ------- | -------------------- | -------------------- |
|        | 1.     | 23      | 23      | 20. септембар 2016.  | 23. мај 2017.        |
|        | 2.     | 22      | 22      | 26. септембар 2017.  | 8. мај 2018.         |
|        | 3.     | 22      | 22      | 24. септембар 2018.  | 13. мај 2019.        |
|        | 4.     | 20      | 20      | 23. септембар 2019.  | 4. мај 2020.         |
|        | 5.     | 16      | 16      | 16. новембар 2020.   | 17. мај 2021.        |
|        | 6.     | 22      | 22      | 7. октобар 2021.     | 26. мај 2022.        |